# Antilegomena
Antilegomena (transl. directa del greco ἀντιλεγόμενα antilegómena) se refiere a textos escritos cuya autenticidad o importancia están en disputa.
Eusebio de Cesarea, en su Historia eclesiástica (ca. 325), utiliza el término para aquellas escrituras cristianas que estaban «disputadas» o, literalmente, las obras «debatidas» en el cristianismo primitivo, antes de la oclusión del canon del Nuevo Testamento. Se discute si Eusebio divide sus libros en tres grupos de homologoumena (‘aceptados’), antilegomena y heréticos; o en cuatro, añadiendo los notha (‘espurios’; lit. ‘bastardos’). Estos antilegomena o «escritos en disputa» fueron ampliamente leídos en la Iglesia primitiva e incluyeron la Epístola a los Hebreos, la Epístola de Santiago, la Epístola de Judas, 2 Pedro, 2 y 3 Juan, el Apocalipsis de Juan, el Evangelio de los Hebreos, el Apocalipsis de Pedro (el único libro que nunca fue aceptado como canónico, pero que fue comentado por un Padre de la Iglesia), los Hechos de Pablo, el Pastor de Hermas, la Epístola de Bernabé y la Didajé.

## Eusebio de Cesarea
El primer gran historiador de la Iglesia, Eusebio, quien escribió su Historia de la Iglesia circa 325, se aplica el término griego antilegomena a los escritos controvertidos de la Iglesia primitiva:
Los escritos discutidos [των αντιλεγομένων] que son, sin embargo, reconocidos por muchos, son la llamada Epístola de Santiago y la de Judas, también la segunda epístola de Pedro, y las que se llaman la segunda y tercera de Juan, tanto si son del evangelista o de otra persona con el mismo nombre. Entre los rechazados hay que contar además los Hechos de Pablo, y el llamado Pastor y el Apocalipsis de Pedro, y además de éstos existente la epístola de Bernabé, y las llamadas Enseñanzas de los Apóstoles; y además, como ya he dicho, el Apocalipsis de Juan, que parece adecuado para algunos, como he dicho, rechazar; pero que otros clasifican con los libros aceptados. Y entre éstos algunos han colocado además el Evangelio según los Hebreos, por el que gozan en gran manera los hebreos que han recibido a Cristo. No obstante, todos estos escritos son discutidos [των αντιλεγομένων].
La Epístola a los Hebreos también aparece en la lista anterior:
Aunque no sería justo olvidar que algunos no han aceptado la Epístola a los Hebreos arguyendo que es disputado [αντιλέγεσθαι] por la iglesia de Roma, que niega que sea de Pablo.
El Codex Sinaiticus, un texto del siglo cuarto y posiblemente una de las Cincuenta Biblias de Constantino, incluye el Pastor de Hermas y la Epístola de Bernabé. La Peshitta original (traducción del Nuevo Testamento de c. siglo V) excluyó 2 y 3 Juan, 2 Pedro, Judas y Apocalipsis. Algunas ediciones modernas, como la Lee Peshitta de 1823, los incluyen.

## La Reforma
Durante la Reforma, Lutero trajo a colación el tema de los antilegomena entre los Padres de la Iglesia y, aunque ninguno de los libros del Nuevo Testamento del Canon de Trento fue rechazado por el canon de Lutero, la terminología sigue en uso hoy en día.   Dado que cuestionó Hebreos, Santiago, Judas y Apocalipsis, estos libros a veces son denominados «Antilegomena de Lutero».
F. C. Baur usa el término en su clasificación de las epístolas paulinas, clasificando Romanos, 1-2 Corintios y Gálatas como homologoumena; Efesios, Filipenses, Colosenses, 1-2 Tesalonicenses y Filemón como antilegomena; y las Epístolas pastorales como notha (escritos espurios).
El uso actual luterano del término antilegomena describe los libros del Nuevo Testamento que han logrado un lugar dudoso en el Canon. Estos son las epístolas de Santiago y Judas, 2 Pedro, 2 y 3 Juan, el Apocalipsis de Juan y la Epístola a los Hebreos.

## Biblia hebrea
El término se aplica a veces también a ciertos libros de la Biblia hebrea. Hay registros en la Mishná de controversias en algunos círculos judíos durante el siglo II con respecto a la canonicidad del Cantar de los Cantares, Eclesiastés y Ester. Algunos también expresaron dudas acerca de Proverbios durante este período. La Guemará señala que el libro de Ezequiel también había sido cuestionado sobre su autoridad hasta que las objeciones se resolvieron en el 66 d. C. También, en el siglo I a. C. los discípulos de Shamai impugnaron la canonicidad de Eclesiastés debido a su pesimismo, mientras que la escuela de Hilel la defendió vigorosamente. En un hipotético Concilio de Jamnia (c. 90 d. C.) Heinrich Graetz postuló que hubo más discusión.